# Рустамов, Тейяр Садых оглы
Тейяр Садых оглы Рустамов (азерб. Təyyar Sadıx oğlu Rüstəmov; 1910, Казахский уезд — 1995, Товузский район) — советский азербайджанский коневод, Герой Социалистического Труда (1948).

## Биография
Родился в 1910 году в селе Караханлы Казахского уезда Елизаветпольской губернии (ныне село в Товузском районе Азербайджана).
В 1931—1967 годах — колхозник, счетовод, заведующий конефермой колхоза имени Кирова, председатель исполкома Хатынлинского сельского Совета. С 1967 года — инженер-мелиоратор колхоза имени Кирова Таузского района. В 1947 году вырастил при табунном содержании 63 жеребёнка от 63 кобыл.
Указом Президиума Верховного Совета СССР от 17 августа 1948 года за получение в 1947 году высокой продуктивности животноводства Рустамову Тейяру Садых оглы присвоено звание Героя Социалистического Труда с вручением ордена Ленина и золотой медали «Серп и Молот».
Активно участвовал в общественной жизни Азербайджана. Член КПСС с 1952 года. Депутат Верховного Совета Азербайджанской ССР 3-го созыва.
Скончался в 1995 году.